# Lisa Lassek
Lisa Lassek (* 24. August 1976 in Philadelphia, Pennsylvania) ist eine US-amerikanische Filmeditorin.

## Karriere
Lisa Lassek absolvierte ein Filmstudium am Vassar College in New York und an der Boston University.
Seit 1997 ist Lassek als Editorin beim US-amerikanischen Film und Fernsehen tätig. Häufig arbeitet sie mit dem Regisseur Joss Whedon zusammen. Für Marvel’s The Avengers wurde sie zusammen mit Jeffrey Ford bei der Saturn-Award-Verleihung 2013 in der Kategorie Bester Schnitt nominiert.

## Filmografie (Auswahl)
- 2001–2002: Buffy – Im Bann der Dämonen (Buffy the Vampire Slayer, Fernsehserie, 5 Folgen)
- 2002: Firefly – Der Aufbruch der Serenity (Firefly, Fernsehserie, 5 Folgen)
- 2004: Wonderfalls (Fernsehserie, 4 Folgen)
- 2005: Serenity – Flucht in neue Welten (Serenity)
- 2007–2009: Pushing Daisies (Fernsehserie, 6 Folgen)
- 2011: Community (Fernsehserie, 4 Folgen)
- 2012: Marvel’s The Avengers (The Avengers)
- 2012: The Cabin in the Woods
- 2015: Avengers: Age of Ultron
- 2017: The Circle
- 2018: Operation: 12 Strong (12 Strong)
- 2018: Bad Times at the El Royale
- 2023: Leave the World Behind